# Jerry Stiller
Jerry Stiller, właśc. Gerald Isaac Stiller (ur. 8 czerwca 1927 w Nowym Jorku, zm. 11 maja 2020 tamże) – amerykański komik i aktor komediowy.
9 lutego 2007 wspólnie z żoną Anne Mearą otrzymał własną gwiazdę w Alei Gwiazd w Los Angeles znajdującą się przy 7018 Hollywood Boulevard.

## Życiorys
Urodził się w Brooklynie w rodzinie pochodzenia żydowskiego, jako pierwsze z czworga dzieci Belli (z domu Citron) i Williama Stillera, z zawodu taksówkarza i kierowcy autobusu. Jego ojciec był synem imigrantów z Galicji. Jego matka urodziła się w Polsce. W 1950 ukończył studia na wydziale teatralnym Syracuse University.
Grał w produkcjach off-broadwayowskich i na Broadway. W latach 60. i 70. występował ze swoją żoną Anne Mearą w duecie komediowym „Stiller and Meara”. W sitcomie NBC Kroniki Seinfelda (1993–1998) został obsadzony w roli Franka Costanzy, ojca George’a (Jason Alexander), za którą w 1997 był nominowany do nagrody Emmy. Od 21 września 1998 do 14 maja 2007 grał rolę Arthura Spoonera w sitcomie CBS Diabli nadali (1998–2007).
Był ojcem aktorów Bena Stillera i Amy Stiller.

## Filmografia
- 2016 – Zoolander 2 jako Maury Ballstein
- 2007 – Dziewczyna moich koszmarów jako Doc
- 2007 – Lakier do włosów jako pan Pinky
- 2004 – Król lew 3: Hakuna matata głos wujka Maxa
- 2004 – Pupilek głos Pretty Boya
- 2002 – Kto pierwszy, ten lepszy jako Milton
- 2001 – Przystanek miłość jako Nathan
- 2001 – Zoolander jako Maury Ballstein
- 2001 – Ofiara losu jako Colonel
- 2000 – My 5 Wives jako Don Giovanni
- 2000 – The Independent jako Monty Fineman
- 1999 – Secret fo the Andes jako dr Golfish
- 1999 – A Fish in the Bathtub jako Sam
- 1999 – Wielki powrót jako Speedo Silverburg
- 1998–2007 – Diabli nadali jako Arthur Spooner
- 1997 – The Deli jako Petey Cheesecake
- 1997 – Stag jako Ted
- 1997 – Camp Stories jako Schlomo
- 1995 – Waga ciężka jako Harvey Bushkin
- 1993 – Pickle jako Phil Hirsch
- 1993–1998 – Kroniki Seinfelda jako Frank Costanza
- 1992 – Highway to Hell jako policjant
- 1992 – Freefall jako ojciec Emily
- 1990 – Sweet 15 jako Waterman
- 1990 – Little Vegas jako Sam
- 1989 – That’s Adequate jako Sid Lane
- 1988 – Lakier do włosów jako Wilbur Turnblad
- 1987 – Nadine jako Raymond Escobar
- 1987 – Hot Pursuit jako Victor Honeywell
- 1986 – Seize the Day jako dr Tamkin
- 1985 – The McGuffin jako Marty
- 1981 – Madame X
- 1980 – Those Lips, Those Eyes jako pan Shoemaker
- 1977 – Nasty Habits jako ksiądz
- 1976 – The Ritz jako Carmine Vespucci
- 1975 – Airport 1975 jako Sam
- 1974 – The Taking of Pelham One Two Three jako Rico Patrone
- 1970 – Lovers and Other Strangers jako Jim, ojciec Carol